# Sanford (Familienname)
Sanford ist ein deutscher Familienname.

## Namensträger
- Alexandra Sanford (* 1999), US-amerikanische Tennisspielerin
- Arlene Sanford, US-amerikanische Filmregisseurin, Drehbuchautorin und Filmproduzentin.
- Brent Sanford, US-amerikanischer Politiker
- Chance Sanford (* 1972), US-amerikanischer Baseballspieler
- Curtis Sanford (* 1979), kanadischer Eishockeytorwart
- Donald Sanford (* 1987), israelischer Sprinter US-amerikanischer Herkunft
- Donald S. Sanford (1918–2011), US-amerikanischer Drehbuchautor
- Edward Terry Sanford (1865–1930), US-amerikanischer Jurist und Hochschullehrer sowie zuletzt Richter am Obersten Gerichtshof der USA
- Ellie Sanford (* 1997), australische Leichtathletin
- Erskine Sanford (1885–1969), US-amerikanischer Schauspieler
- Garwin Sanford (* 1955), kanadischer Schauspieler
- George Sanford (1943–2021), britischer Politikwissenschaftler
- Henry Shelton Sanford (1823–1891), US-amerikanischer Diplomat
- Isabel Sanford (1917–2004), US-amerikanische Schauspielerin
- Jack Sanford (Baseballspieler, 1917) (1917–2005), US-amerikanischer Baseballspieler (First Baseman)
- Jack Sanford (Baseballspieler, 1929) (1929–2000), US-amerikanischer Baseballspieler (Pitcher)
- Jamarca Sanford (* 1985), US-amerikanischer American-Football-Spieler
- James Sanford (* 1957), US-amerikanischer Leichtathlet
- Jason Sanford, US-amerikanischer Science-Fiction-Autor
- JC Sanford (* ≈1970), US-amerikanischer Jazzmusiker
- John Sanford (Gouverneur) (um 1605–1654), englisch-amerikanischer Siedler und Gouverneur
- John Sanford (Politiker, 1803) (1803–1857), US-amerikanischer Politiker (New York)
- John Sanford (Politiker, 1851) (1851–1939), US-amerikanischer Politiker (New York)
- John Sanford (Autor) (geb. Julian Lawrence Shapiro; 1904–2003), US-amerikanischer Schriftsteller
- John A. Sanford (auch Jack Sanford; 1929–2005), US-amerikanischer Theologe und Psychoanalytiker
- John C. Sanford (* 1950), US-amerikanischer Kreationist und Genetiker
- John W. A. Sanford (1798–1870), US-amerikanischer Politiker (Georgia)
- Jonah Sanford (1790–1867), US-amerikanischer Politiker
- Joseph G. Sanford (1904–1988), US-amerikanischer Orchesterleiter und Filmproduzent, siehe Joseph Gershenson
- Leonard C. Sanford (1868–1950), US-amerikanischer Ornithologe und Chirurg
- Lucius Sanford (* 1956), US-amerikanischer Footballspieler
- Maria Sanford (1836–1920), US-amerikanische Pädagogin und Hochschullehrerin
- Mark Sanford (* 1960), US-amerikanischer Politiker
- Melanie S. Sanford (* 1975), US-amerikanische Chemikerin
- Nathan Sanford (1777–1838), US-amerikanischer Politiker
- Richard Sanford (1877–1966), US-amerikanischer Hindernisläufer
- Rod Sanford (* 1946), US-amerikanischer Großmeister der Kampfkunst
- Rollin B. Sanford (1874–1957), US-amerikanischer Politiker
- Roscoe Frank Sanford (1883–1958), US-amerikanischer Astronom
- Samuel Sanford (1849–1910), US-amerikanischer Pianist und Musiklehrer
- Stephen Sanford (1826–1913), US-amerikanischer Politiker
- Teddy H. Sanford (1907–1999), US-amerikanischer Generalmajor
- Terry Sanford (1917–1998), US-amerikanischer Politiker
- Thomas B. Sanford (1940–2020), US-amerikanischer Ozeanograf und Hochschullehrer
- Thomas W. L. Sanford (* um 1945), US-amerikanischer Physiker
- William Eli Sanford (1838–1899), kanadischer Politiker
- Wyatt Sanford (* 1998), kanadischer Boxer
- Zach Sanford (* 1994), US-amerikanischer Eishockeyspieler